# Goodyear Tire & Rubber Company
Goodyear je američki proizvođač pneumatska guma za automobile, bicikle i motorkotače. Ubraja se u najveće proizvođače guma u svijetu zajedno sa suparničkim tvrtkama Bridgestone, Michelin, Continental, Dunlop i Pirelli.

## Vanjske poveznice
- Službena stranica za Hrvatsku